# George Hoyt Whipple
George Hoyt Whipple (Ashland, New Hampshire 28. kolovoza, 1878. – Rochester, New York, 1. veljače, 1976.), američki liječnik, biomedicinski istraživač, učitelj i administrator.
Whipple je podijelio 1934.g. Nobelovu nagradu za fiziologiju ili medicinu s Georgeom Richardsom Minotom i Williamom Parryjem Murphyjem "za njihova otkrića u vezi terapije jetrom u slučajevima anemije".

## Whippleovo istraživanje
Whippleovo najznačajnije istraživanje odnosilo se na anemije i na fiziologiju i patologiju jetre. Dobio je Nobelovu nagradu za svoje otkriće da kod anemičnih pasa hranjenih jetrom nestaju efekti anemije. To otkriće izravno je dovelo do uspješen terapije perniciozne anemije (Minot i Murphy).

## Vanjske poveznice
- (engl.)Životopis na National Academy of Sciences
- (engl.)Nobel životopis  Arhivirana inačica izvorne stranice od 2. prosinca 2001. (Wayback Machine)
- (engl.)Ostale biografije